# Fratelli dei poveri di San Francesco serafico
I Fratelli dei poveri di San Francesco serafico (in latino Congregatio Fratrum Pauperum Sancti Francisci Seraphici, tedesco Armen-Brüder des Heiligen Franziskus Seraphikus) sono un istituto religioso maschile di diritto pontificio: i membri di questa congregazione laicale pospongono al loro nome la sigla C.F.P.

## Storia
La congregazione venne fondatata ad Aquisgrana il 24 dicembre 1857 da Philipp Höver (1816-1864), in religione fratel Giovanni. A causa del Kulturkampf, nel 1873 l'opera venne trasferita a Bleijerheide, nei Paesi Bassi, ma tornò in Germania nel 1932.
L'istituto ottenne il pontificio decreto di lode e le sue costituzioni vennero approvate il 19 luglio 1910.

## Attività e diffusione
I Fratelli dei poveri seguono la regola del terzo ordine regolare di San Francesco; si dedicano all'educazione cristiana ed all'istruzione della gioventù maschile, specialmente di quella abbandonata.
Sono presenti in Belgio, Brasile, Paesi Bassi e Stati Uniti d'America: la sede generalizia risiede a Wever, nell'Iowa.
Al 31 dicembre 2005, la congregazione contava 13 case e 53 religiosi, 3 dei quali sacerdoti.